# ساينت بترونيل (كيبك)
ساينت بترونيل (بالإنجليزية: Sainte-Pétronille, Quebec)‏ هي local municipality of Quebec تقع في كندا في L'Île-d'Orléans Regional County Municipality. يقدر عدد سكانها بـ 1,041 نسمة ومساحتها 4.30 كم2 .